# Golub pismonoša
Golubovi pismonoše su varijacije pripitomljenih golubova pećinara koji su se tisućama godina koristili za brzo i sigurno prenošenje poruka jer je jedna od obilježavajućih osobina golubova vraćanje svojem gnijezdu odnosno zbog monogamnosti svojem partneru.

## Odlike
Za prijenos poruka, golubovi prvo moraju imati dom na mjestu kuda, planirano, vijest treba stići. S tog mjesta, golubovi se pomoću drugih prometnih sredstava moraju dovesti do mjesta s kojeg se namjerava slati poruka, gdje do trenutka slanja poruke ostaju zatvoreni. Kad treba poslati vijest, na nogu goluba pričvrsti se maleni predmet, najčešće presavijeni papir pa ga se pušta da slobodno odlete. Nakon toga golub se pokušava vratiti natrag na mjesto gdje su mu gnijezdo i partner. Tamo se dočekuje goluba, i time je poruka prenesena.
Pravo, nedvosmisleno dokazano objašnjenje kako golubu uspijeva pronaći put do kuće, do danas ne postoji. Neki znanstvenici pretpostavljaju, da se ta sposobnost goluba sastoji od kombinacije sposobnosti orijentiranja prema položaju sunca i zvijezda, osjećajem magnetskoga polja zemlje i optičkim orijentiranjem.[nedostaje izvor]

## Uporaba
Dugo su bili najbolji način prijenosa poruka na veće udaljenosti, sve do pojave suvremenih komunikacijskih uređaja. Do pronalaska telegrafa bili su često korištena mogućnost prijenosa informacija, prije svega vojnih, koja je bila brža od prijenosa jahača. Pored toga, mogli su prenijeti poruku preko neprijateljskih položaja bez izazivanja pozornost.
Pri tome je najveći problem bio donijeti golubove sa željenog cilja. Prije početka vojnog pohoda morala su biti poznata mjesta željenog cilja poruke, a na tom mjestu je već od ranije moralo postojati uzgajalište takvih golubova.

### Natjecanja
Od 20. st. počinje njihovo korištenje u natjecateljske svrhe na natjecanjima u brzini leta. Natjecanja se održavaju prevoženjem golubova na udaljenost od 100 do 1000 km od golubinjaka. Golubovi se ispuštaju, a bilježi se vrijeme njihova povratka u golubinjak. 